# Šest razdoblja svijeta
Šest razdoblja svijeta (lat.: sex aetates mundi) ili sedam razdoblja svijeta (lat.: septem aetates mundi) kršćanska je  povijesna periodizacija koju je prvi put jasno definirao sveti Augustin oko 400. godine.
Podjela se temelji na nizu događaja u kršćanstvu, od kreacije Adama i Eve do događaja u Otkrivenju. U srednjem vijeku pa sve do doba prosvjetiteljstva jako je bilo rašireno vjerovanje da se povijest svijeta dijeli na ovih šest razdoblja (lat.: aetas. pl. aetates), svaki od kojih traje otprilike tisuću godina. Pisana povijesna dijela prije prosvjetiteljstva u pravilu su sadržavale neku inačicu ove podjele.
U ovoj podjeli postoji i sedmo razdoblje i kao što je sedmi dan u tjednu određen kao dan odmora, tako se i ovo sedmo razdoblje podudara s vječnim mirom nakon Posljednjeg suda i kraja vremena. Podjela se tradicionalno odnosi na šest razdoblja, stoga što su to po Augustinovoj shemi razdoblja svjetske povijesti, dok sedmo razdoblje ne spada u ovaj svijet, već po tumačenju Bede Časnog teče paralelno s ostalim razdobljima. Augustinska prezentacija namjerno se protivi hilijastičkim ili milenarističkim idejama da će sedmo razdoblje doći nakon šestog.

## Šest doba
Prema augustinskoj formulaciji, šest razdoblja definirana su u poglavlju 22 De catechizandis rudibus ("O katehizaciji neupućenih"):
- Prvo doba "od početka ljudskog roda, što je od stvaranja Adama, prvog stvorenog čovjeka, do Noe, koji je izgradio arku u vrijeme Velikog potopa," tzv. antediluvialno razdoblje.
- Drugo doba "od Noe do Abrahama, kojeg nazivaju ocem svih naroda..."
- Treće doba "od Abrahama do Davida kralja."
- Četvrto doba "od Davida do Babilonskog ropstva kad su Božja djeca izgnana u Babilon."
- Peto doba "od seobe nakon Babilonskog ropstva do dolaska Gospodina Isusa Krista."
- Šesto doba: "započinje Njegovim dolaskom i još uvijek traje."

Razdoblja reflektiraju sedam dana postanka, od kojih je zadnji dan šabat, dan odmora, što reflektira uobičajenu kršćansku pripovijest o čovječjem putu ka vječnomu spokoju u Bogu.

## Teorija
Premda je Augustin bio prvi koji je u potpunosti definirao sustav povijesne podjele na šest razdoblja, sama ideja nije bila nova i seže u starorimsku historiografiju i u genealogiju Novoga zavjeta.
Ideja da svako razdoblje traje tisuću godina temelji se na stihu iz Druge Petrove poslanice:
Ovaj je stih interpretiran tako da će ljudski rod proći kroz šest razdoblja, svaki u trajanju od 1000 godina (ili "dana"), a sedmorazdoblje je vječnost u kojoj će čovječanstvo živjeti u Raju.
Srednjovjekovni kršćanski učenjaci vjerovali su da je moguće odrediti čitavo vremensko razdoblje ljudske povijesti računanjem duljine života svake generacije od nastanka prvog čovjeka Adama do dolaska Isusa Krista na temelju doba zabilježenih u Bibliji. Dok je točna starost Zemlje bila predmetom mnogih rasprava u okvirima biblijske interpretacije, postojao je u glavnom konsenzus da čovjek živi u šestom razdoblju, u zadnjih tisuću godina i da bi se sedmo konačno razdoblje moglo desiti svakog časa. Svijet se doživljavao kao staro mjesto, budućnost bi trebala biti mnogo kraća od prošlosti i opća slika je bila ta da svijet umire.
Rani kršćanski učenjaci prije Augustina pokušali su izračunati nadnevak kraja svijeta prema židovskoj tradiciji iz Staroga zavjeta i odredili vrijeme kraja svijeta oko 500. godine. Hipolit Rimski je tvrdio da su mjere Zavjetnoga kovčega iznosile pet i pol lakata, što je označavalo pet i pol tisuća godina. Pošto je Isus bio rođen u "šestoj uri", ili na polovici dana (ili pet stotina godina od početka Vijeka), i budući da je po Otkrivenju već palo pet kraljevstva (pet tisuća godina), plus polovica Isusova dana (tijelo Isusovo zamjenilo je Kovčeg saveza), to je značilo da je već prošlo pet tisuća petsto godina u času Isusova rođenja i da će poslije dodatnih 500 godina nastupiti kraj svijeta.
U 3. stoljeću kršćani su prestali vjerovati da će kraj svijeta doći za njihovog života, što je bilo uobičajeno vjerovanje među ranim kršćanima.